# Callopistria coelisigna
Callopistria coelisigna är en fjärilsart som beskrevs av George Francis Hampson 1902. Callopistria coelisigna ingår i släktet Callopistria och familjen nattflyn. Inga underarter finns listade i Catalogue of Life.